# UGC 81
UGC 81 es una galaxia espiral localizada en la constelación de Piscis.